# Anne Bartsch (Kommunikationswissenschaftlerin)
Anne Bartsch (* 8. August 1971 in Greiz, Deutsche Demokratische Republik) ist eine deutsche Kommunikationswissenschaftlerin mit den Forschungsschwerpunkten Mediennutzung, Medienwirkung und empirische Forschungsmethoden. Seit April 2017 ist sie Professorin für Empirische Kommunikations- und Medienwissenschaft am Institut für Kommunikations- und Medienwissenschaft der Universität Leipzig.

## Leben
Bartsch studierte Medien- und Kommunikationswissenschaften, Germanistik und Galloromanistik an der Martin-Luther-Universität Halle-Wittenberg. Dieses Studium schloss sie im April 1999 als Magistra ab. Von Oktober 1999 bis April 2002 forschte sie mit einem Graduiertenstipendium des Landes Sachsen-Anhalt. Von November 2002 bis 2004 war sie wissenschaftliche Mitarbeiterin am Institut für Medien- und Kommunikationswissenschaften der Martin-Luther-Universität Halle-Wittenberg, wo sie im Dezember 2004 auch mit einer Dissertation zum Thema „Emotionale Kommunikation – ein integratives Modell“ gemeinsam mit Susanne Hübner bei Reinhold Viehoff, Siegfried J. Schmidt und Roland Mangold promovierte. Von Juni 2006 bis Dezember 2009 war Bartsch in Halle wissenschaftliche Mitarbeiterin im DFG-Projekt „Emotionale Gratifikation während der Filmrezeption“, von Januar bis August 2010 akademische Mitarbeiterin am Department Communication and Cultural Management der Zeppelin Universität sowie akademische Rätin am Institut für Medien, Wissen und Kommunikation der Universität Augsburg. Im Juni 2011 habilitierte sie in Halle zum Thema Medienunterhaltung.
Zum Oktober 2013 wurde Bartsch Professorin für Kommunikationswissenschaft am Institut für Kommunikationswissenschaft und Medienforschung der Ludwig-Maximilians-Universität München, wo sie bis April 2017 tätig war, ehe sie einem Ruf auf die Professur für Empirische Kommunikations- und Medienwissenschaft am Institut für Kommunikations- und Medienwissenschaft der Universität Leipzig folgte. Seit 2020 ist Bartsch Mitglied im Fachkollegium Sozialwissenschaften der Deutschen Forschungsgemeinschaft.

## Schriften (Auswahl)
- mit Susanne Hübner: Emotionale Kommunikation – ein integratives Modell. (Dissertation) Martin-Luther-Universität Halle-Wittenberg, Halle (Saale) 2004. (online verfügbar; PDF, 2.355 kB)
- mit Johanna Schindler: Vorurteile – Medien – Gruppen. Wie Vorurteile durch Medienrezeption in Gruppen beeinflusst werden. Springer VS, Wiesbaden 2019, ISBN 978-3-658-23217-7.